# Eudialita
El mineral eudialita es un silicato de color rojo que contiene cloro, sodio, calcio, cerio, hierro, manganeso, itrio y circonio. De fórmula química Na4(Ca,Ce)2(Fe2+,Mn,Y)ZrSi8O22(OH,Cl)2. Forma parte del grupo de los ciclosilicatos .
Posee un origen magmático, se forma en rocas ígneas alcalinas, como la sienita nefelina y sus pegmatitas 
La eudialita fue descrita por primera vez en 1819 por Friedrich Stromeyer en ejemplares de sienita nefelina del complejo intrusivo de Ilimaussaq al sudoeste de Groenlandia

## Nombre
Eudialita, cuyo nombre deriva del griego frase Εὖ διάλυτος eu dialytos , que significa "fácil de descomponer". Su nombre alude a su fácil solubilidad en ácido. 

### Nombres alternativos
Nombres alternativos de eudialita son: feldespato almandino y eudalita. Eucolita es el nombre de una forma alterada.

## Características
La eudialita se caracteriza porque puede ser fundida muy fácilmente. Con un soplete se funde rápidamente a un color verde pálido, sin color de la llama. Además, el mineral es también muy sensible a los ácidos. Incluso rociada con ácidos en frío la   eudialita descolora muy rápidamente y gelatinizada fácil y completamente.
La eudialita es débilmente radiactiva con una actividad específica de aproximadamente 158,2 Bq/ g  (en comparación la actividad del potasio es 31,2 Bq / g).

## Utilidad
La eudialita se utiliza como un mineral de poca importancia de circonio. También se emplea en joyería como piedra ornamental generalmente en forma de cabujón, pero este uso está limitado por su rareza, que se ve agravada por su pobre hábito cristalino. Estos factores hacen que eudialita de interés primario como mineral de colección.

## Minerales asociados
Eudialyte se encuentra asociada con otros minerales ígneas alcalinas, además de las algunos minerales comunes a material más ígnea en general.
Minerales asociados titanian magnetita.

## Ayudas para la identificación
La rareza de localización de la eudialita es útil en su identificación. Localidades prominentes de eudialita incluyen Mont Saint-Hilaire en Canadá y la península de Kola en Rusia, pero también se encuentra en Groenlandia, Noruega, y Arkansas (EE.UU). La falta de hábito cristalino, asociado con el color, también es útil para la identificación, como son los minerales asociados. Un mineral de color rosa-rojo con no hay buenos cristales asociados con otro material ígnea alcalina, especialmente nefelina y aegirina, es una buena indicación de un espécimen es eudialita.